# فرودگاه کورگان وست
فرودگاه کورگان وست (به انگلیسی: Kurgan West) یک فرودگاه متروک است . این فرودگاه در کشور روسیه قرار دارد و در ارتفاع ۱۵۲ متری از سطح دریا واقع شده است.